# Albion Rrahmani
Albion Rrahmani (Podujevë, 31 agosto 2000) è un calciatore kosovaro, attaccante dello Sparta Praga.

## Carriera

### Club
Rrahmani ha iniziato la propria carriera nelle giovanili del Llapi per poi proseguire nelle divisioni inferiori del calcio kosovaro con Minatori e Bashkimi Koretin. Nel 2020 è stato acquistato dal Malisheva con cui ha vinto il girone A di Liga e Parë realizzando 16 reti, ottenendo così la promozione in Superliga.
Nel 2021 è stato acquistato dal Ballkani con cui ha vinto il campionato realizzando 2 reti in 14 partite. La stagione successiva si è laureato capocannoniere con 22 reti in 35 partite ed ha vinto campionato e Supercoppa. Ha anche giocato i suoi primi incontri nelle coppe europee, dove ha realizzato una tripletta nel turno preliminare di UEFA Europa Conference League contro il La Fiorita, primo giocatore di un club kosovaro a riuscirci.
Il 7 agosto 2023 è stato acquistato a titolo definitivo dal Rapid Bucarest con cui ha sottoscritto un contratto triennale.

### Nazionale
Il 17 marzo 2023 è stato convocato dal CT della nazionale kosovara Alain Giresse per i due incontri di qualificazione per il campionato europeo 2024 contro Israele e Andorra, senza però riuscire a debuttare.

## Statistiche
Statistiche aggiornate al 17 gennaio 2025.

### Presenze e reti nei club
| Stagione              | Squadra               | Campionato            | Campionato | Campionato | Coppe nazionali | Coppe nazionali | Coppe nazionali | Coppe continentali | Coppe continentali | Coppe continentali | Altre coppe | Altre coppe | Altre coppe | Totale | Totale | Totale |
| Stagione              | Squadra               | Comp                  | Pres       | Reti       | Comp            | Pres            | Reti            | Comp               | Pres               | Reti               | Comp        | Pres        | Reti        | Pres   | Reti   |        |
| --------------------- | --------------------- | --------------------- | ---------- | ---------- | --------------- | --------------- | --------------- | ------------------ | ------------------ | ------------------ | ----------- | ----------- | ----------- | ------ | ------ | ------ |
| 2021-2022             | Ballkani              | SL                    | 14         | 2          | CK              | 3               | 2               |                    | -                  | -                  |             | -           | -           | 17     | 4      |        |
| 2022-2023             | Ballkani              | SL                    | 35         | 22         | CK              | 3               | 1               | UCL+UECL           | 2+12               | 0+7                | SK          | 0           | 0           | 52     | 30     |        |
| lug. 2023             | Ballkani              | SL                    | 0          | 0          | CK              | 0               | 0               | UCL+UECL           | 2+2                | 0+2                |             | -           | -           | 4      | 2      |        |
| Totale Ballkani       | Totale Ballkani       | Totale Ballkani       | 49         | 24         |                 | 6               | 3               |                    | 18                 | 9                  |             | 0           | 0           | 73     | 36     |        |
| 2023-2024             | Rapid Bucarest        | Liga I                | 15+10      | 10+4       | CR              | 1               | 0               | -                  | -                  | -                  | -           | -           | -           | 26     | 14     |        |
| ago. 2023             | Rapid Bucarest        | Liga I                | 3          | 1          | CR              | 0               | 0               | -                  | -                  | -                  | -           | -           | -           | 3      | 1      |        |
| Totale Rapid Bucarest | Totale Rapid Bucarest | Totale Rapid Bucarest | 18+10      | 11+4       |                 | 1               | 0               |                    | -                  | -                  |             | -           | -           | 29     | 15     |        |
| 2024-2025             | Sparta Praga          | 1.L                   | 11         | 4          | CRC             | 1               | 1               | UCL                | 7                  | 2                  | -           | -           | -           | 19     | 7      |        |
| Totale carriera       | Totale carriera       | Totale carriera       | 88+        | 43+        |                 | 8+              | 4+              |                    | 25                 | 11                 |             | 0           | 0           | 121+   | 58+    |        |

### Cronologia presenze e reti in nazionale
| Cronologia completa delle presenze e delle reti in nazionale ― Kosovo | Cronologia completa delle presenze e delle reti in nazionale ― Kosovo | Cronologia completa delle presenze e delle reti in nazionale ― Kosovo | Cronologia completa delle presenze e delle reti in nazionale ― Kosovo | Cronologia completa delle presenze e delle reti in nazionale ― Kosovo | Cronologia completa delle presenze e delle reti in nazionale ― Kosovo | Cronologia completa delle presenze e delle reti in nazionale ― Kosovo | Cronologia completa delle presenze e delle reti in nazionale ― Kosovo |
| Data                                                                  | Città                                                                 | In casa                                                               | Risultato                                                             | Ospiti                                                                | Competizione                                                          | Reti                                                                  | Note                                                                  |
| --------------------------------------------------------------------- | --------------------------------------------------------------------- | --------------------------------------------------------------------- | --------------------------------------------------------------------- | --------------------------------------------------------------------- | --------------------------------------------------------------------- | --------------------------------------------------------------------- | --------------------------------------------------------------------- |
| 12-9-2023                                                             | Bucarest                                                              | Romania                                                               | 2 – 0                                                                 | Kosovo                                                                | Qual. Euro 2024                                                       | -                                                                     | 82’                                                                   |
| 12-10-2023                                                            | Andorra la Vella                                                      | Andorra                                                               | 0 – 3                                                                 | Kosovo                                                                | Qual. Euro 2024                                                       | -                                                                     | 66’                                                                   |
| 22-3-2024                                                             | Erevan                                                                | Armenia                                                               | 0 – 1                                                                 | Kosovo                                                                | Amichevole                                                            | -                                                                     | 84’                                                                   |
| 26-3-2024                                                             | Budapest                                                              | Ungheria                                                              | 2 – 0                                                                 | Kosovo                                                                | Amichevole                                                            | -                                                                     | 83’                                                                   |
| 5-6-2024                                                              | Oslo                                                                  | Norvegia                                                              | 3 – 0                                                                 | Kosovo                                                                | Amichevole                                                            | -                                                                     | 35’                                                                   |
| 6-9-2024                                                              | Pristina                                                              | Kosovo                                                                | 0 – 3                                                                 | Romania                                                               | UEFA Nations League 2024-2025 - 1º turno                              | -                                                                     | 66’                                                                   |
| 9-9-2024                                                              | Larnaca                                                               | Cipro                                                                 | 0 – 4                                                                 | Kosovo                                                                | UEFA Nations League 2024-2025 - 1º turno                              | 1                                                                     | 46’                                                                   |
| 12-10-2024                                                            | Kaunas                                                                | Lituania                                                              | 1 – 2                                                                 | Kosovo                                                                | UEFA Nations League 2024-2025 - 1º turno                              | -                                                                     | 88’                                                                   |
| 15-10-2024                                                            | Pristina                                                              | Kosovo                                                                | 3 – 0                                                                 | Cipro                                                                 | UEFA Nations League 2024-2025 - 1º turno                              | -                                                                     | 77’                                                                   |
| 15-11-2024                                                            | Bucarest                                                              | Romania                                                               | 3 – 0 tav                                                             | Kosovo                                                                | UEFA Nations League 2024-2025 - 1º turno                              | -                                                                     | 71’                                                                   |
| 18-11-2024                                                            | Pristina                                                              | Kosovo                                                                | 1 – 0                                                                 | Lituania                                                              | UEFA Nations League 2024-2025 - 1º turno                              | -                                                                     | 46’                                                                   |
| 20-3-2025                                                             | Pristina                                                              | Kosovo                                                                | 2 – 1                                                                 | Islanda                                                               | UEFA Nations League 2024-2025 - Play-off                              | -                                                                     | 88’                                                                   |
| 23-3-2025                                                             | Murcia                                                                | Islanda                                                               | 1 – 3                                                                 | Kosovo                                                                | UEFA Nations League 2024-2025 - Play-off                              | -                                                                     | 87’                                                                   |
| 6-6-2025                                                              | Pristina                                                              | Kosovo                                                                | 5 – 2                                                                 | Armenia                                                               | Amichevole                                                            | 2                                                                     | 69’                                                                   |
| 9-6-2025                                                              | Pristina                                                              | Kosovo                                                                | 4 – 2                                                                 | Comore                                                                | Amichevole                                                            | 3                                                                     | 86’                                                                   |
| Totale                                                                |                                                                       | Presenze                                                              | 15                                                                    |                                                                       | Reti                                                                  | 6                                                                     |                                                                       |

## Palmarès

### Club

#### Competizioni nazionali
- Campionato kosovaro di seconda divisione: 1

Malisheva: 2020-2021 (Girone A)
- Campionato kosovaro: 2

Ballkani: 2021-2022, 2022-2023
- Supercoppa del Kosovo: 1

Ballkani: 2023

### Individuale
- Capocannoniere della Superliga e Futbollit të Kosovës: 1

2022-2023 (22 gol)